# 社会的無政府主義
社会的無政府主義（しゃかいてきむせいふしゅぎ、英：social anarchism）は、無政府主義（アナキズム）の2つの異なった幅広い分類のうち、集産主義的あるいは社会主義的な無政府主義の総称である。他方は個人主義的無政府主義である。
社会的無政府主義は、社会主義者無政府主義（英：socialist anarchism ）、無政府社会主義（英：anarcho-socialism）、無政府主義者社会主義（英：anarchist socialism ）、共同体主義者無政府主義（英：communitarian anarchism）などとも呼ばれ、時にはリバタリアン社会主義、左派リバタリアニズム、左派アナキズムともほぼ同じ意味で使われる。

## 概要
無政府主義のうち個人主義的な立場では、彼らの意思があらゆる集団・社会・伝統・思想などのシステムによる決定から超越していることを強調する。
しかし社会的無政府主義は、個人の自由は概念的に社会の平等、共同体の強調、相互扶助などに関連すると考える。社会的無政府主義は、社会的な不平等の原因として私有財産を拒否する。社会的無政府主義は通常、無政府主義の中で、理論と実践の共同体や協業の側面を強調する傾向を示す。社会的無政府主義は、集産主義的無政府主義、無政府共産主義、そしてリバタリアン社会主義、アナルコサンディカリスム、社会エコロジーなどの一部の潮流などを含む。
「左翼無政府主義」または「左派無政府主義」という用語は、左翼とみなされた無政府主義の潮流を指す。左翼無政府主義は、自由市場無政府主義や無政府資本主義、マレー・ロスバードなどの右翼アナキズムとは明確に区別される 。

## 集産主義的無政府主義

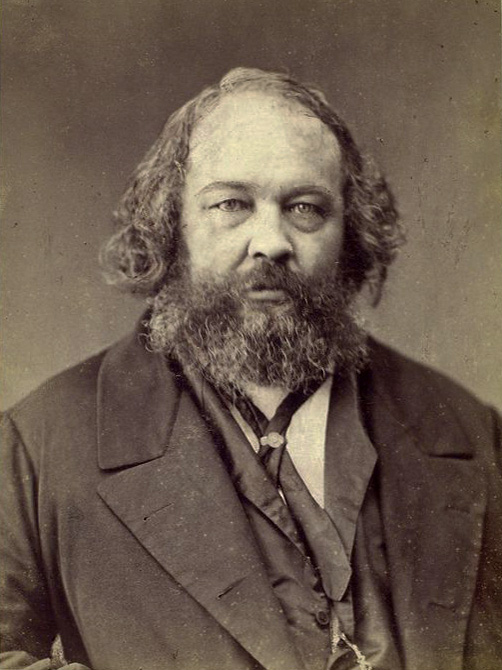
ミハイル・バクーニン

集産主義的無政府主義は、革命的社会主義などとも呼ばれ、無政府主義の革命的な潮流で、通常はミハイル・バクーニンやJohann Most などの思想である。特徴は集産主義または共同体主義の無政府主義である。互助主義とは異なり、集産主義的無政府主義は、生産手段の私的所有に反対し、代わりに生産手段の社会的集約を主張する。

## 無政府共産主義

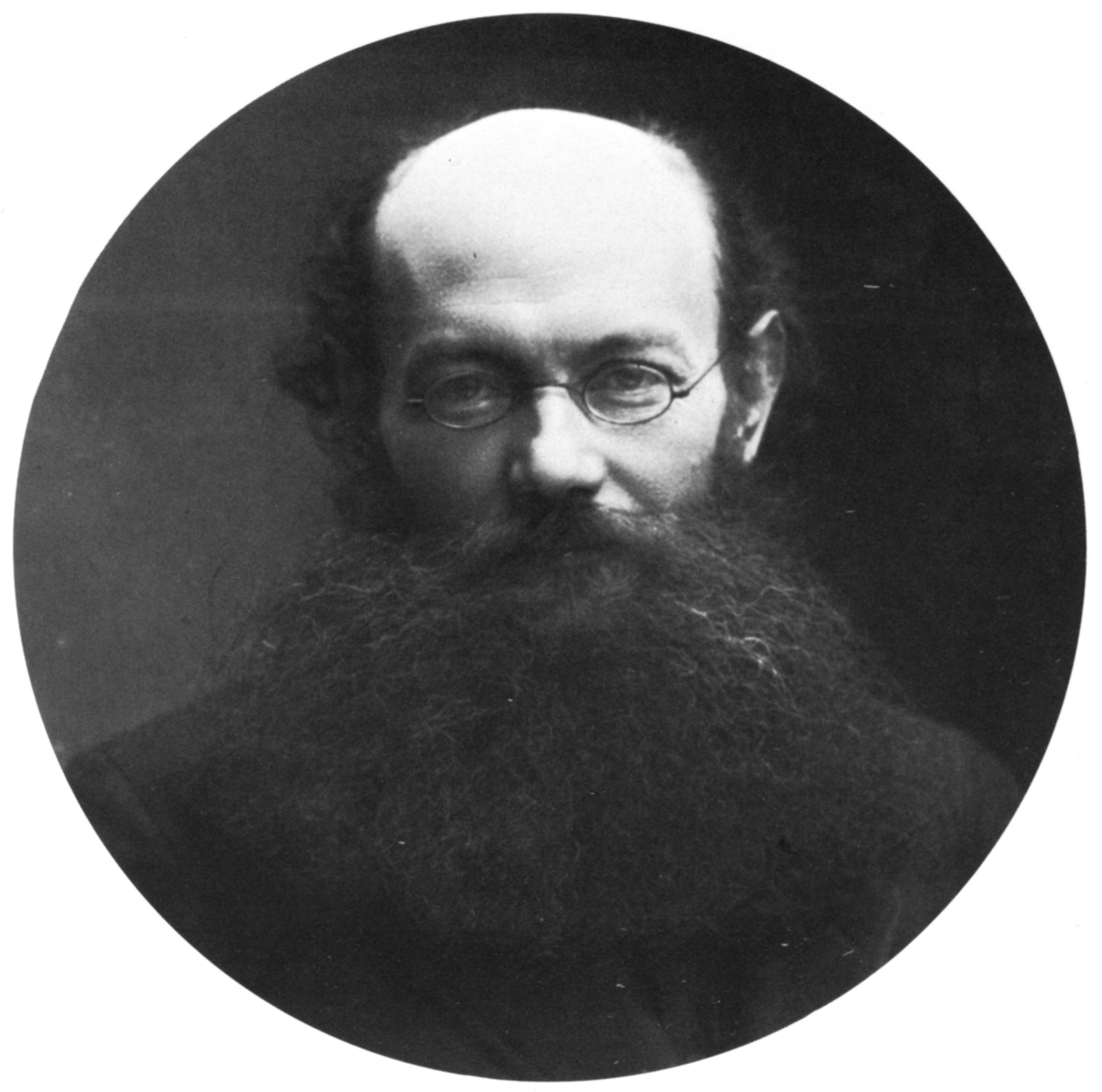
無政府共産主義者の ピョートル・クロポトキン は、無政府社会では、労働者は全ての社会で自発的に組織化し、製品を生産すると信じた。

無政府共産主義者は、社会組織の最も自由な形態は、生産手段の集約的な使用を伴う自治された共同体で、直接民主主義により組織され、他の共同体とは連合によって関与すると提唱する。しかし、いくつかの無政府主義者は、個人の自由を制限する恐れがあるとして、直接民主主義の多数派には反対している 。

## アナルコサンディカリスム

アナルコサンディカリスムの旗

20世紀初頭には、アナルコサンディカリスムは無政府主義の重要な潮流として台頭した。無政府主義の従来の潮流よりも労働運動に大きな焦点を当て、急進的な労働運動を革命的な社会変革の潜在的な力と位置づけ、資本主義を置き換えて、民主的な労働者が自己管理する新しい社会を持った国家を主張した。
アナルコサンディカリスム主義者は、賃金制度と、階級社会を導くと考える生産手段の私的所有の廃止を主張する。労働者の団結に含まれる重要な原則には、ゼネラル・ストライキや職場の回復などの直接行動や、労働者の自己管理がある。これは無政府主義の他の潮流とも共通性があり、アナルコサンディカリスムはしばしば「無政府共産主義または集産主義的無政府主義の経済システム」と呼ばれる 。

## 現代
より現代の無政府主義の潮流には、社会エコロジー、包括的民主主義、 参与型経済なども含まれる。

## 参照
1. 1 2  Ostergaard, Geoffrey. "Anarchism". The Blackwell Dictionary of Modern Social Thought. Blackwell Publishing. p. 14.
2. ↑  Proudhon, Pierre-Joseph (1893). What is Property?, p. 118
3. ↑  Morris, Christopher W. 1998. An Essay on the Modern State. Cambridge University Press. p. 74
4. ↑  Bookchin, Murray (1995). Social Anarchism Or Lifestyle Anarchism: An Unbridgeable Chasm. AK Press
5. ↑  Thagard, Paul. 2002. Coherence in Thought and Action. MIT Press. p. 153
6. ↑  "What do I mean by individualism? I mean by individualism the moral doctrine which, relying on no dogma, no tradition, no external determination, appeals only to the individual conscience."Mini-Manual of Individualism by Han Ryner
7. ↑  "I do not admit anything except the existence of the individual, as a condition of his sovereignty. To say that the sovereignty of the individual is conditioned by Liberty is simply another way of saying that it is conditioned by itself.""Anarchism and the State" in Individual Liberty
8. ↑  Suissa, Judith(2001) "Anarchism, Utopias and Philosophy of Education" Journal of Philosophy of Education 35 (4), 627–646. doi:10.1111/1467-9752.00249
9. ↑  Ostergaard, Geoffrey. "Anarchism". A Dictionary of Marxist Thought. Blackwell Publishing, 1991. p. 21.
10. ↑  Paul, Ellen Frankel. Miller, Fred Dycus. Paul, Jeffrey. 1993. (no title listed) Cambridge University Press. p. 115
11. ↑  Chomsky, Noam. 2003. Chomsky on Democracy & Education. Routledge. p. 398
Chomsky, Noam. Language and Politics. AK Press. p. 153
12. ↑  Morris, Brian. Bakunin: The Philosophy of Freedom. Black Rose Books Ltd., 1993. p. 76.
13. ↑  Rae, John. Contemporary Socialism. C. Scribner's sons, 1901, Original from Harvard University. p. 261.
14. ↑  Patsouras, Louis. 2005. Marx in Context. iUniverse. p. 54.
15. ↑  Avrich, Paul. 2006. Anarchist Voices: An Oral History of Anarchism in America. AK Press. p. 5.
16. ↑  Morris, Christopher W. 1998. An Essay on the Modern State. Cambridge University Press. p 50. The collectivist category is also sometimes known as social, socialist, or communitarian anarchism category.
17. ↑  Puente, Isaac."Libertarian Communism". The Cienfuegos Press Anarchist Review. Issue 6 Orkney 1982.
18. ↑  Graeber, David and Grubacic, Andrej. Anarchism, Or The Revolutionary Movement Of The Twenty-first Century.
19. ↑  Berry, David, A History of the French Anarchist Movement, 1917–1945 p. 134.
20. ↑  Iain Mckay, ed (2008). “Are there different types of social anarchism?”. An Anarchist FAQ. Stirling: AK Press. ISBN 1902593901. OCLC 182529204